# Bunkermuseum Hanstholm
Bunkermuseum Hanstholm er et museum omhandlende 2. verdenskrig. Museet består af 3 dele: En 2500 m² stor kanonbunker (nr. 3 á 4), en 1000 m² stor museumsbygning og et frilandsmuseum på 20 hektar, med ca. 25 åbne bunkere og en 1,2 km lang fungerende smalsporet 60 cm jernbane. Selve museumsbygningen blev indviet af Dronning Margrethe II i 2002.
I slutningen af september 1940 besluttede den tyske flådes overkommando efter ønske fra Hitler, at der skulle opstilles et tungt kystbatteri ved Hanstholm.
Batteriet skulle have til opgave at styrke forsvaret af indsejlingen fra Skagerrak til Kattegat sammen med Batteri Vara sydvest for Kristiansand i Norge.
Batteriet med en rækkevidde på 55 km bestod af fire 38 cm kanoner konstrueret til brug i de tyske slagskibe af Bismarck-klassen, anbragt i hver sin bunker. Desuden hørte der 6 meget kraftige ammunitionsbunkere til anlægget, forbundet med kanonstillingerne ved en 4,3 km lang smalsporet jernbane. En ildlederbunker og forskellige radarstationer udgjorde hovedbatteriet, Hanstholm II. Da afstanden til det tilsvarende kanonbatteri Batteri Vara i Norge var 115 km kunne de to ikke helt dække Skagerrak, så der var også udlagt omfattende sømine-felter.
Et batteri af mindre kaliber, 17 cm, benævnt Hanstholm I lå syd for holmen. To mindre 10,5-cm batterier lå ved Vigsø og Klitmøller. Hele området var stærkt udbygget med forskellige bunkers (herunder luftværnsstillinger og panserværnskanoner), andre anlæg (herunder et hospital), radarer, pansergrave og rækker af tjekkiske pindsvin. 
Som en form for krigsbytte, lå et af de fire 110 tons og 19 meter lange tyske 38 cm skibskanonrør, der skulle til Tirpitz-stillingen ved Blåvand, i Tøjhusmuseets gård.
Maj 2005 blev kanonrøret flyttet til Bunkermuseum Hanstholm.

## Galleri
- Museumstoget
- Toget fra Olsen-banden i Jylland